# NGC 6419
NGC 6419 (другие обозначения — UGC 10924, MCG 11-21-12, ZWG 321.24, PGC 60543) — спиральная галактика (Sa) в созвездии Дракон.
Этот объект входит в число перечисленных в оригинальной редакции «Нового общего каталога».